# Jane Barkman
Jane Louise Barkman, née le 20 septembre 1951 à Bryn Mawr, est une nageuse américaine.

## Biographie
Aux Jeux olympiques d'été de 1968 à Mexico, Jane Barkman remporte la médaille d'or à l'issue de la finale du relais 4x100 mètres nage libre et est médaillée de bronze sur 200 mètres nage libre. En 1972 à Munich, elle est à nouveau sacrée championne olympique sur 4x100 mètres nage libre.